# Pachnobia singularis
Pachnobia singularis är en fjärilsart som beskrevs av Vladimir S. Kononenko 1981. Pachnobia singularis ingår i släktet Pachnobia och familjen nattflyn. Inga underarter finns listade i Catalogue of Life.